# Hentern
Hentern ist eine Ortsgemeinde im Landkreis Trier-Saarburg in Rheinland-Pfalz. Sie gehört der Verbandsgemeinde Saarburg-Kell an.

## Geographie
Der Ort liegt im westlichen Hunsrück im Naturpark Saar-Hunsrück im Tal der Ruwer. Zu Hentern gehören auch die Wohnplätze In Füllcheswies und Steinbachweier.
Die Nachbargemeinden von Hentern sind Zerf, Baldringen, Vierherrenborn, Paschel, Schömerich und Schillingen.

## Geschichte
Hentern war schon zur Römerzeit besiedelt. Etwa einen Kilometer nördlich der Kirche wurden Mauerreste eines römischen Hauses gefunden, einer sogenannten Villa rustica.
Erstmals urkundlich erwähnt wurde Hentern im Jahre 1000.
Der Ort gehörte bis zum Ende des 18. Jahrhunderts zum Amt Saarburg im Kurfürstentum Trier.
Nach dem Jahr 1792 hatten französische Revolutionstruppen das Linke Rheinufer besetzt und nach dem Frieden von Campo Formio (1797) in das französische Staatsgebiet eingegliedert. Im Jahr 1798 wurde die damals neue französischen Verwaltungsstruktur eingeführt, Hentern gehörte zum Kanton Saarburg des Departments der Saar. Anders als das übrige Gebiet des Linken Rheinufers wurde der Kanton Saarburg auf dem Wiener Kongress (1815) zunächst Österreich zugeteilt. Im Zweiten Pariser Frieden trat Österreich mit Wirkung vom 1. Juli 1816 neben anderen Gebieten den Kanton an das Königreich Preußen ab.
Unter der preußischen Verwaltung wurde der Ort der Bürgermeisterei Zerf im Kreis Saarburg des Regierungsbezirks Trier zugeteilt, der von 1822 an zur Rheinprovinz gehörte.
Am 18. Juli 1946 wurde Hentern gemeinsam mit weiteren 80 Gemeinden der Landkreise Trier und Saarburg dem im Februar 1946 von der übrigen französischen Besatzungszone abgetrennten Saargebiet angegliedert, das zu der Zeit nicht mehr dem Alliierten Kontrollrat unterstand. Am 6. Juni 1947 wurde diese territoriale Ausgliederung bis auf 21 Gemeinden wieder zurückgenommen, damit kam Hentern an das 1946 neugebildete Land Rheinland-Pfalz.
Bevölkerungsentwicklung
Die Entwicklung der Einwohnerzahl von Hentern, die Werte von 1871 bis 1987 beruhen auf Volkszählungen:
| Jahr | Einwohner |
| ---- | --------- |
| 1815 | 258       |
| 1835 | 261       |
| 1871 | 281       |
| 1905 | 281       |
| 1939 | 351       |
| 1950 | 344       |
| 1961 | 363       |

| Jahr | Einwohner |
| ---- | --------- |
| 1970 | 363       |
| 1987 | 347       |
| 1997 | 402       |
| 2005 | 403       |
| 2011 | 387       |
| 2017 | 391       |
| 2023 | 452       |

## Politik

### Gemeinderat
Der Gemeinderat in Hentern besteht aus acht Ratsmitgliedern, die bei der Kommunalwahl am 9. Juni 2024 in einer personalisierten Verhältniswahl gewählt wurden, und der ehrenamtlichen Ortsbürgermeisterin als Vorsitzender.
Die Sitzverteilung im Ortsgemeinderat:
| Wahl | WGB a             | WGK b             | WGS c             | Gesamt    |
| ---- | ----------------- | ----------------- | ----------------- | --------- |
| 2024 | 4                 | 2                 | 2                 | 8 Sitze   |
| 2019 | per Mehrheitswahl | per Mehrheitswahl | per Mehrheitswahl | 8 Sitze   |
| 2014 | per Mehrheitswahl | per Mehrheitswahl | per Mehrheitswahl | 8 Sitze   |
| 2009 | per Mehrheitswahl | per Mehrheitswahl | per Mehrheitswahl | 8 Sitze00 |

### Ortsbürgermeister
Nadine Wagner wurde am 28. August 2024 Ortsbürgermeisterin von Hentern. Bei der Direktwahl am 9. Juni 2024 hatte sie sich mit einem Stimmenanteil von 64,5 % gegen eine Mitbewerberin durchgesetzt.
Wagners Vorgänger Michael Marx hatte das Amt 2014 übernommen. Bei der Direktwahl am 26. Mai 2019 war er mit einem Stimmenanteil von 79,04 % für weitere fünf Jahre in seinem Amt bestätigt worden. Bei der Wahl 2024 trat er nicht erneut an. Der Vorgänger von Marx, Bernhard Wagner, hatte das Amt 20 Jahre ausgeübt.

### Wappen
Auf dem Wappen der Gemeinde Hentern ist St. Georg auf rotem Grund. Auf seinem Schild ist das Wappen von Kurtrier zu sehen. Zu Füßen im Vordergrund steht ein Wappen, auf dem drei gekreuzte Kornähren auf goldenem Grund abgebildet sind.

## Kultur und Sehenswürdigkeiten
Die katholische Pfarrkirche St. Georg wurde 1835–1856 von Mathias Mußweiler erbaut. Der romanische Westbau stammt aus dem frühen 13. Jahrhundert.
In Hentern gibt es zwei alte Wassermühlen, die bis heute erhalten sind: die Kramesmühle und die Jägermühle. Die Kramesmühle ist Überlieferungen nach seit dem 16. Jahrhundert eine Bannmühle der Abtei Sankt Matthias. Ihr heutiges Aussehen erhielt sie im Wesentlichen durch einen Umbau um 1800.

## Wirtschaft und Infrastruktur

### Bildung
Die Grundschule in Hentern wurde am 1. Juli 2017 von der Verbandsgemeinde Kell am See geschlossen und wird derzeit von der Gemeinde Hentern als Jugendraum genutzt.

### Hochwasserpegel
In Hentern befindet sich ein Pegelmesser der Ruwer, der am 1. Oktober 1969 eingerichtet wurde. Er gehört zum Hochwassermeldezentrum Mosel und sein Einzugsbereich beträgt 102,3 km².

### Verkehr
Hentern liegt an der stillgelegten Hochwaldbahn und hatte einen Haltepunkt. Der Personenverkehr wurde am 31. Mai 1981, der Güterverkehr am 2. Juni 1991 eingestellt. Am 10. August 1998 wurde die Strecke stillgelegt und abgebaut. Heute wird die ehemalige Bahntrasse vom Ruwer-Hochwald-Radweg genutzt.

## Söhne und Töchter (Auswahl)
- Leopold Emmel (1863–1919), Politiker, Reichstagsabgeordneter